# Liga de Croacia de waterpolo masculino
La Liga de Croacia de waterpolo masculino es la competición más importante de waterpolo entre clubes croatas. Está organizado por la Federación Croata de Waterpolo y se celebra desde la temporada 1991-92, con la desaparición de la liga de Yugoslavia comunista de waterpolo masculino.

## Palmarés
- 17 títulos: VK Jug Dubrovnik
- 11 títulos: Mladost Zagreb
- 2 títulos: Primorje Rijeka
- 1 título: POŠK Split
- 1 título: PK Jadran Split

## Historial
Estos son los ganadores de liga:
- 2022-23: PK Jadran Split
- 2021-22: VK Jug Dubrovnik
- 2020-21: Mladost Zagreb
- 2019-20: VK Jug Dubrovnik
- 2018-19: VK Jug Dubrovnik
- 2017-18: VK Jug Dubrovnik
- 2016-17: VK Jug Dubrovnik
- 2015-16: VK Jug Dubrovnik
- 2014-15: Primorje Rijeka
- 2013-14: Primorje Rijeka
- 2012-13: VK Jug Dubrovnik
- 2011-12: VK Jug Dubrovnik
- 2010-11: VK Jug Dubrovnik
- 2009-10: VK Jug Dubrovnik
- 2008-09: VK Jug Dubrovnik
- 2007-08: Mladost Zagreb
- 2006-07: VK Jug Dubrovnik
- 2005-06: VK Jug Dubrovnik
- 2004-05: VK Jug Dubrovnik
- 2003-04: VK Jug Dubrovnik
- 2002-03: Mladost Zagreb
- 2001-02: Mladost Zagreb
- 2000-01: VK Jug Dubrovnik
- 1999-00: VK Jug Dubrovnik
- 1998-99: Mladost Zagreb
- 1997-98: POŠK Split
- 1996-97: Mladost Zagreb
- 1995-96: Mladost Zagreb
- 1994-95: Mladost Zagreb
- 1993-94: Mladost Zagreb
- 1992-93: Mladost Zagreb
- 1991-92: Mladost Zagreb